# تپه گورستان چقا بهرام
تپه قبرستان چقا بهرام مربوط به دوره اشکانیان است و در شهرستان دورود، بخش مرکزی، دهستان ژان، بخش جنوبی، روستای چقا بهرام واقع شده و این اثر در تاریخ ۲۳ بهمن ۱۳۸۵ با شمارهٔ ثبت ۱۷۲۲۵ به‌عنوان یکی از آثار ملی ایران به ثبت رسیده است.